# Keszy-Harmath Vera
Keszy-Harmath Vera (Kolozsvár, 1950. február 25. – 2001. március 17.) romániai magyar újságíró, rádióműsor-szerkesztő. Apja Keszy-Harmath Sándor jogász és közgazdász.

## Életútja
Az erdélyi örmény Harmat család (eredeti örmény név: ts’vogh 'ցող') leszármazottja.  
Középiskolát a marosvásárhelyi Bolyai Farkas Líceumban végzett (1967), a Babeș–Bolyai Tudományegyetemen szerzett francia–magyar szakos tanári diplomát (1972). A Kolozsvári Rádió bemondó-riportere; 1974-től az ifjúsági és kulturális rovat szerkesztője. Beszélgetéseit a romániai magyar írókkal és művészekkel az aranyszalagtár őrzi. 1985-ben megszűnt a Kolozsvári Rádió, Keszy-Harmath Vera a kolozsvári színházhoz került, ahol nyilvános műsorokat rendezett irodalmi titkári minőségben, később Nagyváradra költözött.

## Jelentősebb műsorai
- Vallomások a szülőföldről (Bartalis János; Horváth Imre, Kós Károly, Salamon László és mások megszólaltatása 12 részben, 1974–75);
- Találkozások (Gy. Szabó Béla Dsida Jenőt és Bordi Andrást idézi, Vita Zsigmond Szentimrei Jenőre emlékezik, 1974–75);
- Élő monográfia (Vista, Torockó, Szék szokásainak, népművészetének bemutatása, 1974–75);
- Rügybontó (közmondás- és népmesegyűjtő verseny, 1975–76);
- Thália szolgálatában (kolozsvári színháztörténeti dokumentumsorozat az Erdélyi Nemes Magyar Jádzó Társaságtól a mai Állami Magyar Színházig; munkatárs Saszet Géza és Kötő József, 1982-től);
- Hangraforgó (Brassó környéki mondák, a brassói újságírás története, munkatárs Szabó Sámuel, 1983).

## Külső hivatkozások
- Rádiózás 1989-ig, a Kolozsvári Rádió Magyar Osztálya